# Pećanac Chetniks
Durante a Segunda Guerra Mundial, os Pećanac Chetniks, também conhecidos como Chetniks Negros, eram uma força militar colaboracionista Chetnik irregular que operava no território da Sérvia ocupado pelos alemães sob a liderança do vojvoda Kosta Pećanac. Eram leais ao Governo de Salvação Nacional, o governo fantoche sérvio apoiado pelos alemães.
O governo iugoslavo no exílio acabou denunciando Pećanac como traidor, e os alemães concluíram que seus destacamentos eram ineficientes, não confiáveis e de pouco valor militar para eles. Os alemães e o governo fantoche dissolveram a organização entre setembro de 1942 e março de 1943. O regime fantoche sérvio internou Pećanac algum tempo depois; forças leais ao seu rival Chetnik, Draža Mihailović, e o mataram em meados de 1944.

## História
Os Pećanac Chetniks foram nomeados em homenagem a seu comandante, Kosta Pećanac, que foi um lutador e mais tarde voivoda na Organização Chetnik Sérvia, que se destacou pela primeira vez na luta contra o Império Otomano na Macedônia entre 1903 e 1910.    Na Primeira Guerra Balcânica, travada de outubro de 1912 a maio de 1913, Pećanac serviu como sargento no Exército Real Sérvio.  Durante a Segunda Guerra Balcânica, travada de 29 de junho a 10 de agosto de 1913, ele viu combate contra o Reino da Bulgária.  Durante a Primeira Guerra Mundial, ele liderou bandos de guerrilheiros sérvios lutando atrás das linhas búlgaras e austro-húngaras. 
Ele foi a figura mais proeminente do movimento Chetnik durante o período entre guerras. Teve um papel de liderança na Associação Contra Bandidos Búlgaros, uma organização notória que aterrorizou arbitrariamente os búlgaros na região de Štip, parte da atual Macedónia.  Ele também serviu como comandante da Organização dos Nacionalistas Iugoslavos (ORJUNA).  Como membro do parlamento, esteve presente quando o líder do Partido Camponês Croata (HSS), Stjepan Radić, e os deputados do HSS Pavle Radić e Đuro Basariček foram mortos pelo político sérvio Puniša Račić em 20 de junho de 1928. Antes do tiroteio, Pećanac foi acusado pelo deputado do HSS, Ivan Pernar, de ser responsável pelo massacre de 200 muçulmanos em 1921. 
Pećanac tornou-se presidente da Associação Chetnik em 1932.  Ao abrir a adesão à organização a membros mais jovens que não haviam servido na Primeira Guerra Mundial, ele fez a organização crescer durante a década de 1930, passando de uma associação nacionalista de veteranos focada na proteção dos veteranos. direitos a uma organização política sérvia agressivamente partidária com 500.000 membros em todo o Reino da Iugoslávia.  Durante este período, Pećanac formou laços estreitos com o governo de extrema direita da União Radical Iugoslava de Milan Stojadinović,  e era conhecido por sua hostilidade ao Partido Comunista Iugoslavo, o que o tornou popular entre conservadores como os do União Radical Iugoslava.  

## Formação
Pouco antes da invasão da Iugoslávia pelo Eixo em abril de 1941, o Ministério do Exército e da Marinha iugoslavo solicitou que Pećanac se preparasse para operações de guerrilha e protegesse a área sul da Sérvia, Macedônia e Kosovo dos pró-búlgaros e pró-albaneses da região. Ele recebeu armas e dinheiro e conseguiu armar várias centenas de homens no vale do rio Toplica, no sul da Sérvia. A força de Pećanac permaneceu intacta após a ocupação alemã da Sérvia e complementou a sua força com refugiados sérvios que fugiam da Macedónia e do Kosovo. No início do verão de 1941, os destacamentos de Pećanac lutaram contra bandos albaneses.  Nesta altura e durante um período considerável depois, apenas os destacamentos sob o comando de Pećanac foram identificados pelo termo "Chetnik".  Com a formação dos Partisans Iugoslavos liderados pelos comunistas, Pećanac desistiu de qualquer interesse na resistência e, no final de agosto, chegou a acordos com o governo fantoche sérvio e com as autoridades alemãs para realizar ataques contra os Partidários.  
Pećanac manteve simples a estrutura organizacional de seus destacamentos. Todos os comandantes foram selecionados pessoalmente por Pećanac e consistiam em ex-oficiais, camponeses, padres ortodoxos, professores e comerciantes.  Os Pećanac Chetniks também eram conhecidos como "Chetniks Negros". 

## Colaboração com forças de ocupação e traidores
Em 18 de agosto de 1941, enquanto concluía acordos com os alemães, Pećanac recebeu uma carta do líder rival Chetnik, Draža Mihailović, propondo um acordo onde Pećanac controlaria os Chetniks ao sul do rio Morava Ocidental, enquanto Mihailović controlaria os Chetniks em todas as outras áreas.  Pećanac recusou este pedido e sugeriu que poderia oferecer a Mihailović o cargo de seu chefe de gabinete. Ele também recomendou que os destacamentos de Mihailović se dispersassem e se juntassem à sua organização. Entretanto, Pećanac providenciou a transferência de vários milhares dos seus Chetniks para a Gendarmaria Sérvia para actuarem como auxiliares alemães. 

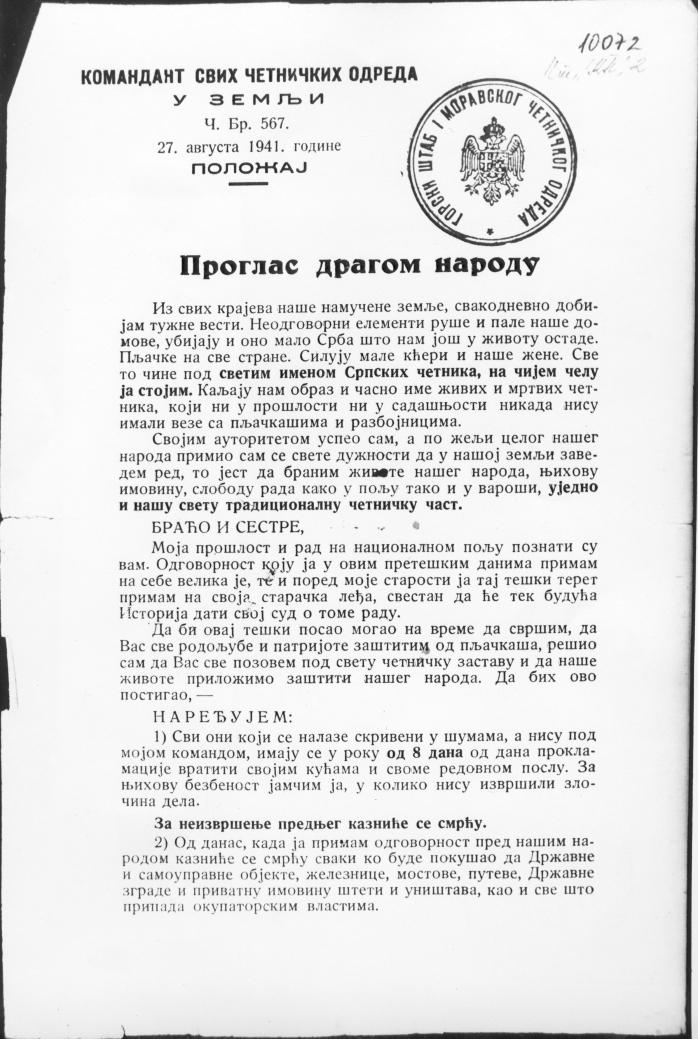
"Proclamação ao querido povo" de Pećanac

Em 27 de agosto, Pećanac emitiu uma "Proclamação ao Querido Povo" aberta, na qual se retratou como o defensor e protetor dos sérvios e, referindo-se às unidades de Mihailović, apelou aos "destacamentos que foram formados sem a sua aprovação" para se unirem. sob seu comando. Exigiu que os indivíduos escondidos nas florestas regressassem imediatamente às suas casas e que os actos de sabotagem dirigidos às autoridades de ocupação cessassem ou sofressem a pena de morte.  O líder comunista Josip Broz Tito e todos os membros do Partido Comunista da Iugoslávia deixaram Belgrado em 16 de setembro de 1941 usando documentos emitidos a Tito por Dragoljub Milutinović, que era voivoda de Pećanac Chetniks.  Dado que Pećanac já estava a cooperar plenamente com os alemães nesta altura, esta assistência causou algumas controvérsias para especular que Tito deixou Belgrado com a bênção dos alemães porque a sua tarefa era dividir as forças rebeldes, semelhante à chegada de Lenin à Rússia. 
Em setembro de 1941, alguns dos subordinados de Pećanac romperam as fileiras para se juntarem aos guerrilheiros na luta contra os alemães e seus auxiliares sérvios. Na região montanhosa de Kopaonik, um subordinado anteriormente leal de Pećanac começou a atacar estações da gendarmaria local e a entrar em confronto com bandos armados de muçulmanos albaneses. No final de outubro, os alemães decidiram parar de armar os elementos "não confiáveis" dos Chetniks de Pećanac e anexaram o restante às outras forças auxiliares sérvias. 
Em 7 de outubro de 1941, Pećanac enviou um pedido ao chefe do governo fantoche sérvio, Milan Nedić, para oficiais treinados, suprimentos, armas, fundos salariais e muito mais. Com o tempo, seus pedidos foram atendidos e um oficial de ligação alemão foi nomeado para o quartel-general de Pećanac para ajudar a coordenar as ações. Em 17 de janeiro de 1942, segundo dados alemães, 72 oficiais Chetnik e 7.963 homens estavam sendo pagos e abastecidos pela Gendarmaria Sérvia. Isto ficou aquém da força máxima autorizada de 8.745 homens e incluiu dois ou três mil Chetniks de Mihailović que foram "legalizados" em novembro de 1941.  No mesmo mês, Pećanac pediu permissão aos italianos para que suas forças se movessem. para o leste de Montenegro, mas foi recusado devido às preocupações italianas de que os Chetniks se mudariam para Sandžak. 
Em abril de 1942, o General Comandante Alemão na Sérvia, General der Artillerie  Paul Bader, emitiu ordens dando os números de unidade C – 39 a C – 101 aos destacamentos de Pećanac Chetnik, que foram colocados sob o comando do divisão alemã local ou posto de comando de área. Estas ordens exigiam o envio de um oficial de ligação alemão com todos os destacamentos envolvidos em operações e também limitavam o seu movimento fora da área atribuída. O fornecimento de armas e munições também era controlado pelos alemães.  Em julho de 1942, Mihailović providenciou para que o governo iugoslavo no exílio denunciasse Pećanac como um traidor,  e sua colaboração contínua arruinou o que restava da reputação que ele havia desenvolvido nas Guerras dos Balcãs e na Primeira Guerra Mundial 
Os Pećanac Chetniks cometeram alguns dos crimes mais cruéis das tropas colaboracionistas, mesmo sendo responsáveis por menos assassinatos do que os membros dos Chetniks de Mihailović e outros auxiliares alemães, como a Guarda do Estado Sérvio e o Comando Voluntário Sérvio. Crimes de maior escala ocorreram nas aldeias de Melovo e Mijovac, perto de Leskovac, em 5 e 6 de fevereiro de 1942. Pećanac Chetniks mataram oito membros da mesma família cigana em Melovo, o que incluiu o assassinato de crianças. Nos dias seguintes, a mesma força matou 44 civis ciganos em Mijovac, incluindo mulheres e crianças.  Pećanac Chetniks também prendeu outros ciganos e os entregou aos alemães.  Quaisquer guerrilheiros iugoslavos e seus simpatizantes foram executados pelas forças de Pećanac quando capturados ou foram entregues aos alemães que os atiraram ou os enviaram para campos de internamento. 

## Dissolução
Os alemães descobriram que as unidades de Pećanac eram ineficientes, não confiáveis e de pouca ajuda militar para eles. Os Chetniks de Pećanac entravam em confronto regular e tinham rivalidades com outros auxiliares alemães, como a Guarda Estatal Sérvia e o Comando Voluntário Sérvio, e também com os Chetniks de Mihailović.  Os alemães e o governo fantoche começaram a dissolvê-los em setembro de 1942, e todos, exceto um, foram dissolvidos no final daquele ano. O último destacamento foi dissolvido em março de 1943. Os seguidores de Pećanac foram dispersos para outras forças auxiliares alemãs, unidades de trabalho alemãs ou foram internados em campos de prisioneiros de guerra. Muitos desertaram para se juntar a Mihailović. Nada está registado sobre as actividades de Pećanac nos meses que se seguiram, excepto que ele foi internado durante algum tempo pelo governo fantoche sérvio.  Os relatos sobre a captura e morte de Pećanac variam. De acordo com um relato, Pećanac, quatro dos seus líderes e 40 dos seus seguidores foram capturados pelas forças leais a Mihailović em fevereiro de 1944. Todos foram mortos em poucos dias, exceto Pećanac, que permaneceu sob custódia para escrever suas memórias de guerra antes de ser executado em 5 de maio de 1944.  Outra fonte afirma que ele foi assassinado em 6 de junho de 1944 por Chetniks leais a Mihailović. 

### Livros
- Glenny, Misha (2012). The Balkans: 1804–2012. London, England: Granta Books. ISBN 978-1-77089-273-6
- Lazić, Sladjana (2011). «The Collaborationist Regime of Milan Nedić». In:  Ramet, Sabrina P.; Listhaug, Ola. Serbia and the Serbs in World War Two. London, England: Palgrave Macmillan. pp. 17–43. ISBN 978-0-230-27830-1
- Milazzo, Matteo J. (1975). The Chetnik Movement & the Yugoslav Resistance. Baltimore, Maryland: Johns Hopkins University Press. ISBN 978-0-8018-1589-8
- Mitrović, Andrej (2007). Serbia's Great War, 1914–1918. West Lafayette, Indiana: Purdue University Press. ISBN 978-1-55753-476-7
- Newman, John Paul (2012). «Paramilitary Violence in the Balkans». In:  Gerwarth, Robert; Horne, John. War in Peace: Paramilitary Violence in Europe After the Great War. Oxford, England: Oxford University Press. pp. 145–162. ISBN 978-0-19-968605-6
- Pavlowitch, Stevan K. (2007). Hitler's New Disorder: The Second World War in Yugoslavia. New York, New York: Columbia University Press. ISBN 978-1-85065-895-5
- Ramet, Sabrina P. (2006). The Three Yugoslavias: State-Building and Legitimation, 1918–2005. Bloomington, Indiana: Indiana University Press. ISBN 978-0-253-34656-8
- Roberts, Walter R. (1973). Tito, Mihailović and the Allies 1941–1945. Durham, North Carolina: Duke University Press. ISBN 978-0-8223-0773-0
- Singleton, Frederick Bernard (1985). A Short History of the Yugoslav Peoples. New York, New York: Cambridge University Press. ISBN 978-0-521-27485-2
- Stein, George H. (1984). The Waffen SS: Hitler's Elite Guard at War, 1939–45. Ithaca, New York: Cornell University Press. ISBN 0-8014-9275-0
- Tomasevich, Jozo (1975). War and Revolution in Yugoslavia, 1941–1945: The Chetniks. Stanford, California: Stanford University Press. ISBN 978-0-8047-0857-9
- Tomasevich, Jozo (2001). War and Revolution in Yugoslavia, 1941–1945: Occupation and Collaboration. Stanford, California: Stanford University Press. ISBN 978-0-8047-3615-2
- Radanović, Milan (2016). Kazna i zločin: Snage kolaboracije u Srbiji. Belgrade: Rosa Luxemburg Stiftung

### Websites
- Pavlović, Momčilo; Mladenović, Božica (4 de maio de 2003). «Zakletva na hleb i revolver». Glas javnosti (em servo-croata)
- Pavlović, Momčilo; Mladenović, Božica (5 de maio de 2003). «Voskom zavaravali glad». Glas javnosti (em servo-croata)
- Pavlović, Momčilo; Mladenović, Božica (8 de maio de 2003). «U ratu protiv Turske». Glas javnosti (em servo-croata)
- Pavlović, Momčilo; Mladenović, Božica (11 de maio de 2003). «Drugi balkanski rat». Glas javnosti (em servo-croata)